# Vallée de Martuv
Martuv Vallis
Pour les articles homonymes, voir Martuv.
La vallée de Martuv (désignation internationale : Martuv Vallis) est une vallée située sur Vénus dans le quadrangle de Rusalka Planitia. Elle a été nommée en référence à Martuv, divinité kirghize de cours d'eau.